# 法国国家电影中心
法国国家电影与动画中心（法語：Centre national du cinéma et de l'image animée），简称“CNC”，2009年7月前为国家电影中心（法語：Centre national de la cinématographie），是1946年10月25日的设立的具有法人资格和财政自主权的法国公共行政机构。它隶属于法国文化部。电影中心也向法国之外的国家的电影制作提供资助，比如中国导演贾樟柯的电影就经常有电影中心的资助。
从2019年7月24日起，多米尼克·布通那成为中心主任。

## 历史
1953年，新颁布了一条针对短片的优质津贴，1959年由建立了“提前盈利”的方案以补助为了法国电影事业创作的或者开发了电影艺术新的角度的长篇作品。
从2018年1月起，对电影制作人的补助方案更好的考虑了电影数字化进程以及各种相关的职业的条件。

## 职责
法国电影法第L.111-2条列出了国家电影中心的六个主要职能。

### 电影产业管理
电影中心为电影制片及发行公司颁发经营许可。中心也为电影作品办法许可。中心同时对电影院排片及票房进行监管。中心收缴电影特别附加税。电影中心下的图像声音高级技术委员会向符合技术标准要求的电影院颁发经营许可。

### 对电影、视听与多媒体的经济支持
电影中心集中管理由文化部同意的电影产业财政支持。中心向院线电影与电视电影的拍摄以“提前盈利”的形式提供资助。中心同时也资助电影厅的建设与翻新，尤其是向数字放映方式的改造。

### 促进电影和视听作品在各类人群中的传播
电影中心对中小城市电影拷贝的制作、作者电影与小众电影的发行、电影俱乐部、国家与国际电影节提供财政支持。中心在全国基础教育阶段建立了电影接触认识计划。从1996年起，电影中心管理纪录片目录，以支持纪录片的非商业放映。

### 保护和传播电影资料
电影中心下属的部门收集、保存电影资料。所有公开发行的电影都有一份拷贝提交给电影中心保存。

### 欧洲与国际活动
电影中心定义并执行电影与视听产业的欧洲与国际间和合作政策。中心跟踪视听领域所有重要的技术与法律问题。中心也资助发展中国家的电影产业发展。

### 电影分级委员会
电影中心下属的电影分级委员会会将申请发行的电影作品的分级意见提交给文化部，文化部据此颁发电影的放映许可。放映许可会告知电影内容是否禁止一定年龄一下的观众（12、16、或18禁）或针对部分观众作出敏感镜头提示。

## 预算
电影中心的预算主要来自于视听产业不同种类的税：
- 特别附加税（TSA），每张电影票的10.72 %；
- 电视服务税：分为针对电视内容提供商的税TST与针对有线电视服务提供商的税TST-D；
- 线下视频服务与在线点播视频服务税。

在2014年文化部的预算中，以上税收总额被定为7亿欧元。

## 法国电影资助金
法国电影中心同时管理者一个电影资助金的账户，此资助金的来源主要为：电影票特别附加税 (票价的10,72%)、电视内容提供商缴纳的电视服务税(电视台营业额的5.5％） 和视频编辑税(视频编辑与进口商营业额的2%）。

## 领导人
- 米歇尔·弗雷-科尔莫雷 (1945-1952年)[10]
- 雅克·福楼 (1952年-1959年)[11]
- 米歇尔·弗雷-科尔莫雷 (1959-1965年)
- 安德烈·欧楼 (1965-1969年)[12] · [13]
- 安德烈·阿斯图 (1969年-1973年)[14]
- 皮埃尔·维欧 (1973年-1984年)[15]
- 杰罗姆·克雷芒 (1984年-1989年)[16]
- 多米尼克·瓦隆（1989-1995年）[17] · [18]
- 马克·泰西 (1995-1999年)[19] · [20]
- 让-皮埃尔·胡斯 (1999-2001年)[21] · [22]
- 大卫·凯斯勒 (2001-2004年)[23]
- 凯瑟琳·科隆 (2004-2005年5月)[24]
- 佛罗尼克·凯拉 (2005年-2010年)
- 埃里克·迦兰多 (2011年1月-2013年7月)[25]
- 康斯登·布莱登 (2013年7月-2019年7月)[26]
- 奥利维·昂拉尔 (2019年7月-临时)[27]
- 多米尼克·布通那 (2019年7月至今)